# Ракетни крайцери тип „Лийхи“
Лийхи (на английски: Leahy) са серия ракетни крайцери на ВМС на САЩ. До 1975 г. са класифицирани като ракетни лидери (Destroyer leader guided), в съветската преса се именуват фрегати. Всичко от проекта са построени 9 единици: „Лийхи“ (на английски: USS Leahy DLG-16), „Хари Е. Ярнел“ (на английски: USS Harry E. Yarnell DLG-17), „Уорден“ (на английски: USS Worden DLG-18), „Дейл“ (на английски: USS Dale DLG-19), „Ричмънд К. Търнер“ (на английски: USS Richmond K. Turner DLG-20), „Гридли“ (на английски: USS Gridley DLG-21), „Ингланд“ (на английски: USS England DLG-22), „Хелси“ (на английски: USS Halsey DLG-23) и „Рийвс“ (на английски: USS Reeves DLG-24). Основното им предназначение е ПВО на авионосните съединения. Имат своя атомна версия – „USS Bainbridge (CGN-25)“ („Бейнбридж“), построен в единствен екземпляр.
Всички кораби от този тип са предадени за скрап в периода 1993 – 1994 г.

## История на създаването
Ракетните крайцери от типа „Лийхи“ са проектирани като ескортни кораби за противовъздушна и противолодъчна отбрана на авионосни, линейни и десантни групи. Освен това, предполага се, че тези кораби ще могат да насочват към въздушните цели палубните изтребители-прехващачи. В края на 1950-те – началото на 1960-те години, с развитието на реактивната авиация и появата на атомните подводни лодки възниква необходимостта от преоборудването на ескортните кораби с по-ефективното ракетно въоръжение. В началото с новите системи ЗУР и ПЛУР се преоборудват артилерийски крайцери от 40-те – 50-те години, а след това започват да се строят и специализирани ракетни кораби. Като правило, те са въоръжени с един или два зенитно-ракетни комплекса и противолодъчен ракетен комплекс. Първоначално тези нови кораби се класифицират като ракетни лидери на разрушители или ракетни фрегати. В това има своеобразна ирония на съдбата. В онези времена основа на класификацията на бойните кораби са тяхната водоизместимост и калибъра на артилерийското въоръжение. По водоизместимост новите кораби надхвърлят обикновените артилерийски разрушители, а по мощ на чисто артилерийското въоръжение значително им отстъпват. Едва в средата на 70-те години, когато артилерийските кораби слизат от сцената на морските битки, класификацията е преразгледана, и на 30 юни 1975 г. всички кораби от дадения тип са прекласифицирани в ракетни крайцери.

## Тактико-технически характеристики
По данни от 1987 г.
- Водоизместимост
  - стандартна – 5760 т
  - пълна – 7800 т
- Размери – 162,5 × 16,8 × 7,6 м
- Двигателна установка
  - 4 парни котела
  - 2 парни турбини (85 000 к.с.)
  - 2 гребни вала, 2 гребни винта
- Скорост – 33 възела
- Далечина на плаване – 9200 мили (20 възела)
- Екипаж – 27 офицера + 397 матроса и старшини
- Щабни апартаменти – 6 офицера + 18 матроса и старшини

### Въоръжение
По данни към 1987 г.
- 2 × 20-мм Mk 15 Phalanx – зенитни артилерийски установки;
- 2 × ПУ Mk 141 (8 × RGM-84A Harpoon) – противокорабни ракети;
- 2 × ПУ Mk 10 (80 × RIM-67B Standard SM-2 ER) – зенитни ракети;
- 1 × ПУ Mk 16 (8 × RUR-5A ASROC) – противолодъчни ракети;
- 2 × ТА Mk 32 (6 × 324-мм Mk 46) – противолодъчни торпеда;
- Площадка за противолодъчен вертолет SH-2F Seasprite.

### Електронно оборудване
По данни към 1987 г.
- 1 × AN/SPS-48C – трикоординатен радар за въздушен обзор;
- 1 × AN/SPS-49 – двукоординатен радар за въздушен обзор;
- 1 × AN/SPS-10F – двукоординатен радар за обзор на повърхността;
- 4 × Mk 76 + 4 × AN/SPG-55B – системи за насочване на ракети с радари за подсветка на целите;
- 1 × Mk 14 – система за управление на артилерийския огън;
- 1 × Mk 114 + 1 × AN/SQQ-23B – система за управление на противолодъчното оръжие с вътрекорпусен сонар;
- 1 × NTDS – бойна информационно-управляваща система;
- 1 × OE-82 – система за спътникова свръзка;
- 1 × AN/SRR-71 – приемник за спътникова свръзка;
- 1 × AN/WSC-3 – трансивер за спътникова свръзка;
- 1 × AN/URN-20 TACAN – тактическа аеронавигационна система;
- 4 × Mk 36 SRBOC – пускови установки за създаване на смущения;
- 1 × AN/SLQ-32(V)3 – система за РЕБ.

## Представители на проекта
| Номер | Название                       | Корабостроителница        | Заложен на    | Спуснат на     | В строй от | Отписан        |
| ----- | ------------------------------ | ------------------------- | ------------- | -------------- | ---------- | -------------- |
| CG-16 | USS Leahy (CG-16)              | Bath Iron Works           | 03.12.1959    | 01.07.1961     | 04.08.1962 | 01.10.1993     |
| CG-17 | USS Harry E. Yarnell (CG-17)   | Bath Iron Works           | 31.05.1960    | 09.12.1961     | 02.02.1963 | 29.10.1993     |
| CG-18 | USS Worden (CG-18)             | Bath Iron Works           | 19.09.1960    | 02.06.1962     | 03.08.1963 | 01.10.1993     |
| CG-19 | USS Dale (CG-19)               | New York SB, Camden       | 09.09.1960    | 28.07.1962     | 23.11.1963 | 27.09.1994     |
| CG-20 | USS Richmond K. Turner (CG-20) | New York SB, Camden       | 9 януари 1961 | 06.04.1963     | 13.06.1964 | 13.04.1995     |
| CG-21 | USS Gridley (CG-21)            | Puget Sound SB, Seattle   | 15.07.1960    | 31.07.1961     | 25.05.1963 | 21 януари 1994 |
| CG-22 | USS England (CG-22)            | Todd Pacific SYs, Seattle | 04.10.1960    | 06.03.1962     | 07.12.1963 | 21 януари 1994 |
| CG-23 | USS Halsey (CG-23)             | San Francisco NSY         | 26.08.1960    | 15 януари 1962 | 20.07.1963 | 28 януари 1994 |
| CG-24 | USS Reeves (CG-24)             | Puget Sound NSY           | 01.07.1960    | 12.05.1962     | 15.05.1964 | 12.11.1993     |

## Коментари
1. ↑  Всички данни са към момента на влизане в строй, привеждат се по справочника на Conway.
2. ↑  Буквите показват принадлежността към определен класː ВВ – линкор, СС, CL, СА – съответно линеен, лек или тежък крайцер, CV – самолетоносач, DD – разрушител, SS – подводница и т.н.